# Озерки (Ярський район)
Озерки́ (рос. Озерки) — присілок в Ярському районі Удмуртії, Росія.
В присілку діє школа. Раніше працював цегляний завод.

## Населення
Населення — 212 осіб (2010, 321 у 2002).
Національний склад станом на 2002 рік:
- удмурти — 86 %